# Carlos Alberto Carvalho dos Anjos Júnior
Carlos Alberto Carvalho dos Anjos Júnior, conocido deportivamente como Juninho (Salvador, Bahía, 9 de marzo de 1977) es un exfutbolista brasileño. Jugaba de delantero y su último club fue el Juazeirense de Brasil. Es hermano del exfutbolista Zé Carlos, campeón brasileño con Bahia en 1988.
En sus inicios en Brasil jugaba como mediocampista ofensivo, pero tras su paso al fútbol japonés desde Palmeiras, se convirtió en delantero. En la temporada 2004 finalizó como máximo artillero de la J2 League, mientras que en 2007 repitió lo mismo ya en la primera división japonesa.
En 2008, afirmó su intención de permanecer en Japón por el resto de su vida y transformarse en ciudadano japonés naturalizado. Sin embargo, desistió de obtener la nacionalidad nipona debido a la dificultad que tenía con el idioma japonés.

## Trayectoria

### Clubes
| Club              | País   | Año         |
| ----------------- | ------ | ----------- |
| Bahia             | Brasil | 1996 - 1998 |
| Vila Nova         | Brasil | 1999        |
| União São João    | Brasil | 2000        |
| Palmeiras         | Brasil | 2000 - 2002 |
| Kawasaki Frontale | Japón  | 2003 - 2011 |
| Kashima Antlers   | Japón  | 2012 - 2014 |
| Juazeirense       | Brasil | 2015, 2017  |

### Selección nacional
| Selección | País   | Año  |
| --------- | ------ | ---- |
| Sub-20    | Brasil | 1996 |

## Palmarés

### Títulos nacionales
| Título            | Club            | País   | Año  |
| ----------------- | --------------- | ------ | ---- |
| Campeonato Baiano | Bahia           | Brasil | 1998 |
| Copa J. League    | Kashima Antlers | Japón  | 2012 |

### Títulos internacionales
| Título           | Club (*)        | Sede    | Año  |
| ---------------- | --------------- | ------- | ---- |
| Copa Suruga Bank | Kashima Antlers | Kashima | 2012 |
| Copa Suruga Bank | Kashima Antlers | Kashima | 2013 |

(*) Incluyendo la selección

### Distinciones individuales
| Distinción                                 | Año  |
| ------------------------------------------ | ---- |
| Máximo goleador de la J2 League            | 2004 |
| Premio al Jugador Superior de la J. League | 2005 |
| Premio al Jugador Superior de la J. League | 2006 |
| Máximo goleador de la J1 League            | 2007 |
| J. League Best XI                          | 2007 |
| Premio al Mérito de la J. League           | 2014 |